# 宅口承志桥
宅口承志桥，位于中华人民共和国浙江省金华市磐安县新渥镇，是浙江省省级文物保护单位之一。
2017年1月19日，宅口承志桥被列入第七批浙江省文物保护单位，该文物保护单位是一座古建筑。